# Young & Hungry
Young & Hungry é uma sitcom estadunidense criada por David Holden e produzida por Ashley Tisdale, transmitida pela ABC Family (atual Freeform) desde 25 de junho de 2014. Estrelada por Emily Osment e Jonathan Sadowski.
Está sendo exibida no Brasil desde dezembro de 2016 no Canal Sony, com o título Jovem & Gourmet. 
Em 15 de março de 2018, foi anunciado oficialmente que a quinta temporada será a última, e os dez episódios finais estrearão em 20 de junho de 2018. A Freeform também anunciou que um filme de duas horas estava em desenvolvimento para concluir adequadamente a série. 

## Enredo
A série é inspirada na vida da blogueira culinária Gabi Moskowitz. Dois universos colidem quando Josh (Jonathan Sadowski), um jovem e rico empresário, conhece Gabi (Emily Osment), uma jovem que quer ser a nova chef de cozinha pessoal do rapaz. Desesperada pelo emprego, ela deve provar que é boa naquilo que faz. Para isso, prepara um jantar romântico para Josh e a namorada, mas o evento dá errado e Gabi se encontra numa situação embaraçosa. Com a ajuda da amiga Sofia (Aimee Carrero) e da empregada de Josh - Yolanda (Kym Whitley), Gabi transforma a dificuldade em uma oportunidade de emprego e até mesmo, quem sabe, de um relacionamento.

## Elenco

### Principal
- Emily Osment como Gabi Diamond
- Jonathan Sadowski como Josh Kaminski
- Aimee Carrero como Sofia Rodriguez
- Kym Whitley como Yolanda
- Rex Lee como Elliot Park

### Recorrente
- Mallory Jansen como Caroline
- Jesse McCartney como Cooper
- Jayson Blair como Jake Kaminski
- Bryan Safi como Alan

### Participação especial
- Michael Voltaggio como ele mesmo
- Ashley Tisdale como Logan Rawlings
- Keegan Allen como Tyler

## Recepção da crítica
Em sua 1ª temporada, no agregador de críticas dos Estados Unidos, o Metacritic, que calcula as notas usando somente uma média aritmética ponderada de críticos que escrevem em maioria apenas para a grande mídia, a série tem 5 avaliações da imprensa anexadas no site e uma pontuação de 48 entre 100, com a indicação de "revisões mistas ou neutras".